# Aires protégées du Pérou
Le Pérou dispose d'un large maillage d'aires protégées, notamment des parcs nationaux, des réserves nationales et régionales et des aires de conservation. Cet important réseau traduit l'incroyable biodiversité au Pérou, notamment dans sa région amazonienne et son aire côtière. En effet, le Pérou est considéré comme l'un des 17 pays les plus mégadivers du monde. Avec plus de 1 770 espèces d'oiseaux, le Pérou possède la deuxième communauté aviaire la plus diversifiée au monde après la Colombie. En termes de diversité floristique, 10% des espèces mondiales y sont présentes (soit 25 000 espèces) dont 30% sont endémiques. C'est également le pays possédant la plus grande richesse d'espèces de poissons (environ 2 000 espèces) et de papillons (4 441 espèces).
En mars 2020, 17,62% du territoire péruvien est protégé.
En plus de ses aires protégées nationales, le Pérou dispose également au titre de conventions internationales de sites Ramsar, de réserves de biosphère et de sites naturel inscrits au patrimoine mondial de l'Unesco.

## Gestion
Les Articles 66 et 69 de la Constitution du Pérou de 1993 reconnaissent les ressources naturelles et la diversité des écosystèmes du pays comme un patrimoine. En outre, l'article 68 oblige l’État à promouvoir la conservation de la biodiversité ainsi que les aires protégées. Les aires protégées du Pérou sont définies par la loi no 26834 du 30 juin 1997.
L'organisme gestionnaire des aires protégées au Pérou est le SINANPE, en collaboration parfois avec des ONGs telles que le Wildlife Conservation Society et le WWF. Cependant, depuis les années 2000, un nombre croissant d'aires protégées est administré par des communautés autochtones et par des associations de protection de la nature, notamment au travers des « aires de conservation privées », des « concessions de conservation ou d'écotourisme » et des « réserves communales ».

### Le SERNANP

Carte officielle des aires protégées du Pérou le 25/06/2024

Le Service National des Espaces Naturels Protégés par l’État (SERNANP) (en espagnol : Servicio Nacional de Áreas Naturales Protegidas por el Estado) est une entité sous la tutelle du Ministère de l'Environnement depuis 2008,. Le SERNANP remplace l'ancien Institut National des Ressources Naturelles (INRENA) créé en 1992 (en espagnol : Instituto Nacional de Recursos Naturales) qui appartenait au Ministère de l'agriculture.
Le SERNANP dirige, appuie techniquement et normalise le Système National des Aires Naturelles Protégées par l’État (SINANPE),. Le SERNANP est également le coordinateur régional du programme REDPARQUES.

### Le Système National des Aires Naturelles Protégées par l’État
Le Système National des Aires Naturelles Protégées par l’État (SINANPE) (en espagnol : Sistema Nacional de Áreas Naturales Protegidas por el Estado)  est un organisme créé en 1990 gestionnaire de l'ensemble des espaces naturels protégés placés sous l'administration directe du gouvernement central. Il a pour objectif de « contribuer au développement durable du pays, à travers la conservation d'un échantillon représentatif de la diversité biologique, en articulant et en valorisant l'ensemble des aires naturelles protégées du Pérou, grâce à une gestion efficace des espaces naturels protégés, garantissant la contribution de leurs bénéfices environnementaux, sociaux et économiques à la société ».
Au 3 mars 2020, le SINANPE était composé de 75 espaces naturels protégés (19 445 523,45 ha). Si l'on ajoute les 25 aires de conservation régionales (ACR) et les 141 aires de conservation privées (ACP), la surface totale protégée du pays est de 23 049 726,38 ha. Rapportée à la superficie du Pérou, cela représente 17,62% du territoire péruvien qui est protégé.

### Les Aires Naturelles Protégées (ANP)
Les Aires Naturelles Protégées (ANP) (en espagnol : Áreas Naturales Protegidas) est un organisme qui regroupe les aires protégées gérées par le SINANPE selon un plan directeur. En effet, elles possèdent une méthodologie de gestion particulière appelée « gestion efficace  » (en espagnol : gestión efectiva) qui est définie par le SINANPE.
Les ANP possèdent deux statuts : statut définitif ou statut de transition (zones de réserve). Celles possédant un statut définitif se décomposent en neuf catégories :
| Type                               | Nom espagnol              | Catégorie IUCN | Nombre |
| ---------------------------------- | ------------------------- | -------------- | ------ |
| Parc National                      | Parque Nacional           | II             | 14     |
| Sanctuaire National                | Santuario Nacional        | III            |        |
| Sanctuaire Historique              | Santuario Histórico       | III + V        |        |
| Refuge de Vie Sylvestre            | Refugio de Vida Silvestre | IV             |        |
| Réserve de préservation du Paysage | Reserva Paisajística      | V              |        |
| Réserve Nationale                  | Reserva Nacional          | VI             |        |
| Réserve Communale                  | Reserva Comunal           | VI             |        |
| Zone de Chasse                     | Coto de Caza              | VI             |        |
| Forêt de Protection                | Bosque de Protección      | VI             |        |

### Les Aires de Conservation Régionales (ACR)
Les Aires de Conservation Régionales (ACR) (en espagnol : Áreas de Conservación Regionales) complètent le système national d'aires protégées conformément à la loi no 26834. Elles sont établies à perpétuité et sont gérées par les gouvernements régionaux. On en dénombre 25.

### Les Aires de Conservation Privées (ACP)
Les Aires de Conservation Privées (ACP) (en espagnol : Áreas de Conservación Privadas), sont gérées par des tiers de l’État pour une période de 10 ans ou plus. On en dénombre 147.

### Écorégions
Les 17 écorégions du Pérou sont toutes (partiellement) couvertes par des aires protégées.
Une seule écorégion n'est recouverte que dans des aires protégées communales ou privées mais par aucune aire protégée d’État.
Sur un total de 462 espèces de vertébrés menacées ou pour lesquelles on manque de données qui sont répertoriées dans les écorégions, 75% d'entre elles sont présentes dans les aires protégées du pays.

## Histoire
- 1961 - Création du parc national de Cutervo, premier parc national créé ;
- 1965 - Création de la réserve nationale Pampa Galeras, contenant la plus grande concentration de vigognes au monde ;
- 1975 - Vote de la première loi forestière, contraignant l'extraction forestière[29] ;
- 1988 - Création de la première réserve communautaire, Yanesha dans la vallée amazonienne du Palcazù ;
- 1989 - Mort de la journaliste écologiste Bárbara D'Achille , martyre de l'écologie péruvienne ;
- 1992 - Création de l'Institut National des Ressources Naturelles (INRENA)[15], futur SERNANP.

## Catégories
Le SINANPE définit pour les ANP au statut définitif deux types d'usages : zones de valeur d'usage indirecte et les zones de valeur d'usage directe auxquels s'ajoutent les zones de réserve (statut de transition).

### Zones de valeur d'usage indirecte
Les zones de valeur d'usage indirecte sont celles de protection intangible, où est interdite l'extraction de ressources naturelles. Cependant, sous certaines conditions, les autorités peuvent délivrer des permis autorisant la recherche scientifique ou la réalisation d'activités touristiques ou culturelles[réf. nécessaire]. Les zones de valeur d'usage indirecte se divisent en :
- Parc National (PN) (en espagnol : Parque Nacional)
- Sanctuaire national (SN) (en espagnol : Santuario Nacional)
- Sanctuaire historique (SH) (en espagnol : Santuario Histórico)

### Zones de valeur d'usage directe
Les zones de valeur d'usage directe sont celles, où il est permis quelques activités productives (principalement par des communautés locales). Les zones de valeur d'usage directe se composent de :
- Réserves Nationales (RN) (en espagnol : Reserva Nacional)
- Réserve de Préservation du Paysage (RP) (en espagnol : Reserva Paisajística)
- Forêt de protection (BP) (en espagnol : Bosque de Protección)
- Réserve Communale (RC) (en espagnol : Reserva Comunal)
- Zone de chasse (CC) (en espagnol : Coto de Caza)
- Refuge de Vie Sylvestre (RVS) (en espagnol : Refugio de Vida Silvestre)

### Zones de Réserve (ZR)
Outre les aires protégées auparavant mentionnées, il existe les zones de réserve. Elles possèdent un statut transitoire, jusqu'à ce que les autorités déterminent leur superficie ou la catégorie à laquelle ces zones appartiennent. Les zones de réserve font aussi partie du SINANPE.

## Liste d'aires protégées

### Parcs nationaux (PN)
Le Pérou possède 14 parcs nationaux :
| Illustration | Date | Dénomination                                             | Sigle | Département                            | Superficie (ha) | Classement                                                  |
| ------------ | ---- | -------------------------------------------------------- | ----- | -------------------------------------- | --------------- | ----------------------------------------------------------- |
|              | 1961 | Parc national de Cutervo                                 | PN-01 | Cajamarca                              | 8 214,00        |                                                             |
|              | 1965 | Parc national Tingo María                                | PN-02 | Huánuco                                | 4 777,00        |                                                             |
|              | 1973 | Parc national de Manú                                    | PN-03 | Cusco y Madre de Dios                  | 1 716 295,00    | Réserve de biosphère (1977) Patrimoine de l'Humanité (1987) |
|              | 1975 | Parc national de Huascarán                               | PN-04 | Ancash                                 | 340 000,00      | Réserve de biosphère (1977) Patrimoine de l'Humanité (1985) |
|              | 1975 | Parc national Cerros de Amotape                          | PN-05 | Tumbes et Piura                        | 94 577,00       | Réserve de biosphère (1977)                                 |
|              | 1983 | Parc national Río Abiseo                                 | PN-06 | San Martín                             | 274 520,00      | Patrimoine de l'Humanité (1990) Réserve de biosphère (2016) |
|              | 1986 | Parc national Yanachaga Chemillén                        | PN-07 | Pasco                                  | 122 000,00      | Réserve de biosphère (2010)                                 |
|              | 1996 | Parc national Bahuaja Sonene, étendu le 5 septembre 2000 | PN-08 | Madre de Dios et Puno                  | 1 091 416,00    |                                                             |
|              | 2001 | Parc national Cordillera Azul                            | PN-09 | San Martín, Loreto, Ucayali et Huánuco | 1 353 190,00    |                                                             |
|              | 2003 | Parc national Otishi                                     | PN-10 | Junín et Cuzco                         | 305 973,00      |                                                             |
|              | 2004 | Parc national Alto Purús                                 | PN-11 | Ucayali et Madre de Dios               | 2 510 694,00    |                                                             |
|              | 2007 | Parc national Ichigkat Muja-Cordillera del Cóndor        | PN-12 | Amazonas                               | 88 477,00       |                                                             |
|              | 2012 | Parc national de Güeppi-Sekime                           | PN-13 | Maynas                                 | 203 628,51      |                                                             |
|              | 2015 | Parc national de la Sierra del Divisor                   | PN-14 | Loreto et Ucayali                      | 1 478 311,39    |                                                             |

### Sanctuaires nationaux et historiques (SN, SH)
| Illustration | Date | Dénomination                                 | Sigle | Département | Superficie (ha) | Classement                      |
| ------------ | ---- | -------------------------------------------- | ----- | ----------- | --------------- | ------------------------------- |
|              | 1974 | Sanctuaire national de Huayllay (es)         | SN-01 | Pasco       | 6 815,00        |                                 |
|              | 1981 | Sanctuaire national de Calipuy (es)          | SN-02 | La Libertad | 4 500,00        |                                 |
|              | 1984 | Sanctuaire national de Lagunas de Mejía (es) | SN-03 | Arequipa    | 691,00          | Site Ramsar (1992)              |
|              | 1987 | Sanctuaire national d'Ampay (es)             | SN-04 | Apurímac    | 3 635,00        |                                 |
|              | 1988 | Sanctuaire national Manglares de Tumbes (es) | SN-05 | Tumbes      | 2 972,00        | Site Ramsar (1997)              |
|              | 1988 | Sanctuaire national Tabaconas-Namballe (es)  | SN-08 | Cajamarca   | 29 500,00       |                                 |
|              | 2004 | Sanctuaire national Megantoni (es)           | SN-06 | Cuzco       | 215 867,00      |                                 |
|              | 1974 | Sanctuaire historique de Chacamraca (es)     | SH-01 | Junín       | 2 500,00        |                                 |
|              | 1980 | Sanctuaire historique Pampa d'Ayacucho (es)  | SH-02 | Ayacucho    | 300,00          |                                 |
|              | 1981 | Sanctuaire historique du Machu Picchu        | SH-03 | Cusco       | 32 592,00       | Patrimoine de l'Humanité (1983) |
|              | 2001 | Sanctuaire historique Bosque de Pómac        | SH-04 | Lambayeque  | 5 887,00        |                                 |

### Réserves nationales (RN)
| Illustration | Date | Dénomination                                                       | Sigle | Département          | Superficie (ha) | Classement                  |
| ------------ | ---- | ------------------------------------------------------------------ | ----- | -------------------- | --------------- | --------------------------- |
|              | 1967 | Réserve nationale Pampas Galeras-Bárbara d'Achille                 | RN-01 | Ayacucho             | 500,00          |                             |
|              | 1974 | Réserve nationale de Junín (es)                                    | RN-02 | Junín y Pasco        | 53 000,00       | Site Ramsar (1997)          |
|              | 1975 | Réserve nationale de Paracas                                       | RN-03 | Ica                  | 335 000,00      | Site Ramsar (1992)          |
|              | 1977 | Réserve nationale de Lachay                                        | RN-04 | Lima                 | 5 070,00        |                             |
|              | 1979 | Réserve nationale Salinas y Aguada Blanca                          | RN-05 | Arequipa et Moquegua | 366 936,00      |                             |
|              | 1981 | Réserve nationale de Calipuy (es)                                  | RN-06 | La Libertad          | 64 000,00       |                             |
|              | 1978 | Réserve nationale du Titicaca                                      | RN-07 | Puno                 | 36 180,00       | Site Ramsar (1997)          |
|              | 1982 | Réserve nationale Pacaya-Samiria                                   | RN-08 | Loreto               | 2 080 000,00    | Site Ramsar (1992)          |
|              | 2000 | Réserve nationale Tambopata                                        | RN-09 | Madre de Dios        | 274 690,00      |                             |
|              | 2004 | Réserve nationale d'Allpahuayo Mishana (es)                        | RN-10 | Loreto               | 58 069,00       |                             |
|              | 2006 | Réserve nationale de Tumbes                                        | RN-11 | Tumbes               | 19 266,72       | Réserve de biosphère (1977) |
|              | 2009 | Réserve nationale Matsés (es)                                      | RN-12 | Loreto               | 420 635         |                             |
|              | 2010 | Réserve nationale Sistema de Islas, Islotes y Puntas Guaneras (es) | RN-13 | îles du Pacifique    | 140 833,47      |                             |
|              | 2010 | Réserve nationale Pucacuro (es)                                    | RN-14 | Loreto               | 637 953,83      |                             |
|              | 2011 | Réserve nationale San Fernado (es)                                 | RN-15 | Nazca et Ica         | 154 716,37      |                             |

### Autres aires protégées gérées par le SINANPE
| Illustration                                                         | Date | Dénomination                                                                           | Sigle  | Département              | Superficie (ha) | Classement                  |
| -------------------------------------------------------------------- | ---- | -------------------------------------------------------------------------------------- | ------ | ------------------------ | --------------- | --------------------------- |
|                                                                      | 2006 | Refuge de vie silvestre Laquipampa (es)                                                | RVS-01 | Lambayeque               | 8 328,64        |                             |
|                                                                      | 2006 | Refuge de vie silvestre Pantanos de Villa (es)                                         | RVS-02 | Lima                     | 263,27          | Site Ramsar (1997)          |
|                                                                      | 2001 | Réserve de préservation du paysage Nor Yauyos-Cochas (es)                              | RP-01  | Lima et Junín            | 221 268,48      |                             |
|                                                                      | 2005 | Réserve de préservation du paysage du sous-bassin du Cotahuasi (es)                    | RP-02  | Arequipa                 | 430 550,00      |                             |
|                                                                      | 1988 | Réserve communale Yanesha (es)                                                         | RC-01  | Pasco                    | 34 744,70       | Réserve de biosphère (2010) |
|                                                                      | 2001 | Réserve communale El Sira (es)                                                         | RC-02  | Huánuco, Pasco et Cuzco  | 616 413,41      | Réserve de biosphère (2010) |
|                                                                      | 2002 | Réserve communale Amarakaeri                                                           | RC-03  | Madre de Dios et Cuzco   | 402 335,62      |                             |
|                                                                      | 2003 | Réserve communale Machiguenga (es)                                                     | RC-04  | Cuzco                    | 218 905,63      |                             |
|                                                                      | 2003 | Réserve communale Asháninka (es)                                                       | RC-05  | Junín et Cuzco           | 184 468,38      |                             |
|                                                                      | 2004 | Réserve communale Purús (es)                                                           | RC-06  | Ucayali et Madre de Dios | 202 033,21      |                             |
|                                                                      | 2007 | Réserve communale Tuntanain (es)                                                       | RC-07  | Amazonas                 | 94 967,68       |                             |
|                                                                      | 2012 | Réserve communale Airo Pai (es)                                                        | RC-09  | Loreto                   | 247 887,59      |                             |
|                                                                      | 2012 | Réserve communale Huimeki (es)                                                         | RC-10  | Loreto                   | 141 234,46      |                             |
|                                                                      | 1980 | Forêt de protection Aledaño a la Bocatoma del Canal Nuevo Imperial (es)                | BP-01  | Lima                     | 18,11           |                             |
|                                                                      | 1982 | Forêt de protection Puquio Santa Rosa (es)                                             | BP-02  | La Libertad              | 72,50           |                             |
|                                                                      | 1985 | Forêt de protection Pui Pui (es)                                                       | BP-03  | Junín                    | 60 000,00       |                             |
|                                                                      | 1987 | Forêt de protection San Matías-San Carlos (es)                                         | BP-04  | Pasco                    | 145 818,00      | Réserve de biosphère (2010) |
|                                                                      | 1987 | Forêt de protection Pagaibamba (es)                                                    | BP-05  | Cajamarca                | 2 078,38        |                             |
| Massif Alto Mayo vu depuis le col Abra Patricia (San Martin, Pérou). | 1987 | Forêt de protection Alto Mayo (es)                                                     | BP-06  | San Martín               | 182 000,00      |                             |
|                                                                      | 1975 | Zone de chasse El Angolo (es)                                                          | CC-01  | Piura                    | 65 000,00       | Réserve de biosphère (1977) |
|                                                                      | 1977 | Zone de chasse Sunchubamba (es)                                                        | CC-02  | Cajamarca                | 59 735,00       |                             |
|                                                                      | 1996 | Zone réservée Chancaybaños (es)                                                        | ZR-01  | Cajamarca                | 2 628,00        |                             |
|                                                                      | 1997 | Zone réservée Güeppí                                                                   | ZR-02  | Loreto                   | 625 971,00      |                             |
|                                                                      | 2000 | Zone réservée Santiago-Comaina (es)                                                    | ZR-03  | Amazonas et Loreto       | 1 642 567,00    |                             |
|                                                                      | 2002 | Zone réservée de la cordillère Huayhuash                                               | ZR-04  | Ancash, Huánuco et Lima  | 67 589,76       |                             |
|                                                                      | 2002 | Zone réservée Cordillera de Colán Considéré sanctuaire national depuis 2005            | ZR     | Amazonas                 | 64 114,74       |                             |
|                                                                      | 2005 | Zone réservée Pampa Hermosa Considéré sanctuaire national depuis 2002                  | ZR     | Junín                    | 9 575,09        |                             |
|                                                                      | 2005 | Zone réservée Pucacuro                                                                 | ZR     | Loreto                   | 637 918,80      |                             |
|                                                                      | 2006 | Zone réservée Aymara Lupaca                                                            | ZR     | Puno                     | 258 452,37      |                             |
|                                                                      | 2006 | Zone réservée de la Sierra del Divisor transformée en parc national le 8 novembre 2015 | ZR     | Loreto et Ucayali        | 1 478 311,39    |                             |
|                                                                      | 2008 | Zone réservée Humedales de Puerto Viejo                                                | ZR     |                          |                 |                             |
|                                                                      | 2011 | Zone réservée río Nieva                                                                | ZR     |                          |                 |                             |
|                                                                      | 2011 | Zone réservée Lomas de Ancón                                                           | ZR     |                          |                 |                             |
|                                                                      | 2011 | Zone réservée Bosques de Zárate                                                        | ZR     |                          |                 |                             |
|                                                                      | 2011 | Zone réservée Illescas                                                                 | ZR     |                          |                 |                             |
|                                                                      | 2011 | Zone réservée Cerro Khapia                                                             | ZR     |                          |                 |                             |
|                                                                      | 2011 | Zone réservée Yaguas                                                                   | ZR     |                          |                 |                             |

### Aires de conservation régionales (ACR)
| Illustration | Date       | Dénomination                                                         | Sigle  | Département | Superficie (ha) |
| ------------ | ---------- | -------------------------------------------------------------------- | ------ | ----------- | --------------- |
|              | 22-07-2005 | Aire de conservation régionale Cordillera Escalera                   | ACR-01 | San Martin  | 149.870 ha      |
|              | 14-12-2006 | Aire de conservation régionale Humedales de Ventanilla               | ACR-02 | Lima        | 275,4 ha        |
|              | 24-01-2007 | Aire de conservation régionale Albufera de Medio Mundo               | ACR-03 | Lima        | 688 ha          |
|              | 15-05-2009 | Aire de conservation régionale communale Tamshiyacu Tahuayo (es)     | ACR-04 | Loreto      | 420 080,25 ha   |
|              | 27-08-2009 | Aire de conservation régionale Vilacota Maure                        | ACR-05 | Tacna       | 124 313,18 ha   |
|              | 15-06-2010 | Aire de conservation régionale Imiria                                | ACR-06 | Ucayali     | 135 737,52 ha   |
|              | 23-12-2010 | Aire de conservation régionale Choquequirao                          | ACR-07 | Cuzco       | 103 814,39 ha   |
|              | 23-12-2010 | Aire de conservation régionale Bosque de Puya Raymondi - Titankayocc | ACR-08 | Ayacucho    | 6,272.39 ha     |
|              | 23.12-2010 | Aire de conservation régionale Ampiyacu Ampayacu                     | ACR-08 | Loreto      | 434 129,54 ha   |
|              | 18-03-2011 | Aire de conservation régionale Alto Nanay-Pintuyacu-Chambira         | ACR-10 | Loreto      | 954 635,48 ha   |
|              | 18-03-2011 | Aire de conservation régionale Angostura Faical                      | ACR-11 | Tumbes      | 8,754.50 ha     |
|              | 22-06-2011 | Aire de conservation régionale Bosque Huacrupe-La Calera             | ACR-12 | Lambayeque  | 7,272.27 ha     |
|              | 22-06-2011 | Aire de conservation régionale Bosque Moyan-Palacio                  | ACR-13 | Lambayeque  | 8,457.76 ha     |
|              | 21-07-2011 | Aire de conservation régionale Huaytapallana                         | ACR-14 | Junin       | 22,406.52 ha    |
|              | 21-07-2011 | Aire de conservation régionale Bosque Seco de Salitral - Huarmaca    | ACR-15 | Piura       | 28,811.86 ha    |
|              | 06-08-2014 | Aire de conservation régionale Laguna de Huacachina (es)             | ZR-16  | Ica         | 2,407.72 ha     |

### Aires de conservation privées (ACP)
| Illustration                                       | Date       | Dénomination                                                                                | Sigle  | Département | Superficie (ha) |
| -------------------------------------------------- | ---------- | ------------------------------------------------------------------------------------------- | ------ | ----------- | --------------- |
| Réserve de Chaparri (Chongoyape, Chiclayo, Pérou). | 19-12-2001 | Aire de conservation privée Chaparri                                                        | ACP-01 | Lambayeque  | 34 412,00       |
|                                                    | 16-09-2004 | Aire de conservation privée Cañoncillo                                                      | ACP-02 | La Libertad | 1 311,00        |
|                                                    | 13-12-2005 | Aire de conservation privée Pacllon                                                         | ACP-03 | Ancash      | 12 897,00       |
|                                                    | 13-12-2005 | Aire de conservation privée Huayllapa                                                       | ACP-04 | Lima        | 21 107,00       |
|                                                    | 23-11-2006 | Aire de conservation privée Sagrada Familia                                                 | ACP-05 | Pasco       | 75,80           |
|                                                    | 30-11-2006 | Aire de conservation privée Huiquilla                                                       | ACP-06 | Amazonas    | 1 141,00        |
|                                                    | 19-03-2007 | Aire de conservation privée San Antonio                                                     | ACP-07 | Amazonas    | 357,40          |
|                                                    | 19-03-2007 | Aire de conservation privée Abra Malaga                                                     | ACP-08 | Cuzco       | 1 053,00        |
|                                                    | 24-04-2007 | Aire de conservation privée Jirishanca                                                      | ACP-09 | Huanuco     | 12 173,00       |
|                                                    | 16-10-2007 | Aire de conservation privée Abra Patricia - Alto Nieva                                      | ACP-10 |             | 1.415,74 ha     |
|                                                    | 15-01-2008 | Aire de conservation privée Bosque Nublado                                                  | ACP-11 |             | 3.353,88 ha     |
|                                                    | 17-06-2008 | Aire de conservation privée Huamanmarca Ochuro Tumpullo                                     | ACP-12 |             | 15.669,00 ha    |
|                                                    | 16-09-2009 | Aire de conservation privée Abra Málaga Thastayoc-Royal Cinclodes                           | ACP-13 |             | 70,64 ha        |
|                                                    | 16-09-2009 | Aire de conservation privée Hatum Queuña-Quishuarani Ccollana                               | ACP-14 |             | 234,88 ha       |
|                                                    | 16-09-2009 | Aire de conservation privée Llamac                                                          | ACP-15 |             | 6.037,85 ha     |
|                                                    | 16-09-2009 | Aire de conservation privée Uchumiri                                                        | ACP-16 |             | 10.253,00 ha    |
|                                                    | 06-05-2010 | Aire de conservation privée Sele Tecse-Laren Ayllu                                          | ACP-17 |             | 974,22 ha       |
|                                                    | 06-05-2010 | Aire de conservation privée Mantanay                                                        | ACP-18 |             | 365,57 ha       |
|                                                    | 06-05-2010 | Aire de conservation privée Choquechaca                                                     | ACP-19 |             | 2.076,54 ha     |
|                                                    | 06-07-2010 | Aire de conservation privée Tambo Ilusion                                                   | ACP-20 |             | 14.29 ha        |
|                                                    | 06-09-2010 | Aire de conservation privée Tilacancha                                                      | ACP-21 |             | 6.800,48 ha     |
|                                                    | 06-09-2010 | Aire de conservation privée Habana Rural Inn                                                | ACP-22 |             | 27.79 ha        |
|                                                    | 06-09-2010 | Aire de conservation privée Refugio K'erenda Homet                                          | ACP-23 |             | 35.40 ha        |
|                                                    | 06-09-2010 | Aire de conservation privée Bahuaja                                                         | ACP-24 |             | 5.57 ha         |
|                                                    | 01-12-2010 | Aire de conservation privée Tutusima                                                        | ACP-25 |             | 5.43 ha         |
|                                                    | 29-12-2010 | Aire de conservation privée Bosque Seco Amotape                                             | ACP-26 |             | 123.30 ha       |
|                                                    | 29-12-2010 | Aire de conservation privée Selva Botánica                                                  | ACP-27 |             | 170.46 ha       |
|                                                    | 29-12-2010 | Aire de conservation privée Hernan Dantas                                                   | ACP-28 |             | 49.07 ha        |
|                                                    | 17-02-2011 | Aire de conservation privée Juningue                                                        | ACP-29 |             | 39.12 ha        |
|                                                    | 28-04-2011 | Aire de conservation privée Pampacorral                                                     | ACP-30 |             | 767.56 ha       |
|                                                    | 28-04-2011 | Aire de conservation privée Qosqoccahuairina                                                | ACP-31 |             | 1 827.00 ha     |
|                                                    | 07-06-2011 | Aire de conservation privée Hierba Buena - Alpayacu                                         | ACP-32 |             | 2 282.12 ha     |
|                                                    | 16-06-2011 | Aire de conservation privée San Marcos                                                      | ACP-33 |             | 985.99 ha       |
|                                                    | 24-06-2011 | Aire de conservation privée Copallin                                                        | ACP-34 |             | 11 549.21 ha    |
|                                                    | 19-07-2011 | Aire de conservation privée Amazon Natural Park                                             | ACP-35 |             | 62.66 ha        |
|                                                    | 26-07-2011 | Aire de conservation privée Milpuj-La Heredad                                               | ACP-36 |             | 16.57 ha        |
|                                                    | 26-07-2011 | Aire de conservation privée Lomas de Atiquipa                                               | ACP-37 |             | 19 028.02 ha    |
| Vallée de Huaylla Belen (Luya, Amazonas, Pérou).   | 26-07-2011 | Aire de conservation privée Huaylla Belen - Colcamar                                        | ACP-38 |             | 6 338.42 ha     |
|                                                    | 11-11-2011 | Aire de conservation privée La Huerta del Chaparrí                                          | ACP-39 |             | 100.00 ha       |
|                                                    | 22-12-2011 | Aire de conservation privée Pillco Grande - Bosque de Pumataki                              | ACP-40 |             | 271.62 ha       |
|                                                    | 22-12-2011 | Aire de conservation privée Panguana                                                        | ACP-41 |             | 135.60 ha       |
|                                                    | 22-12-2011 | Aire de conservation privée Japu - Bosque Ukumari Llaqta                                    | ACP-42 |             | 18 695.75 ha    |
|                                                    | 29-12-2011 | Aire de conservation privée Microcuenca de Paria                                            | ACP-43 |             | 767.34 ha       |
|                                                    | 24-01-2012 | Aire de conservation privée Inotawa-2                                                       | ACP-44 |             | 15.59 ha        |
|                                                    | 24-01-2012 | Aire de conservation privée Inotawa-1                                                       | ACP-45 |             | 58.92 ha        |
|                                                    | 24-02-2012 | Aire de conservation privée San Juan Bautista                                               | ACP-46 |             | 23.14 ha        |
|                                                    | 26-03-2012 | Aire de conservation privée Boa Wadack Dari                                                 | ACP-47 |             | 22.88 ha        |
|                                                    | 26-03-2012 | Aire de conservation privée Nuevo Amanecer                                                  | ACP-48 |             | 28.38 ha        |
|                                                    | 01-06-2012 | Aire de conservation privée Taypipiña                                                       | ACP-49 |             | 651.1920 ha     |
|                                                    | 11-06-2012 | Aire de conservation privée Checca                                                          | ACP-50 |             | 560.00 ha       |
|                                                    | 16-07-2012 | Aire de conservation privée El Gato                                                         | ACP-51 |             | 45.00 ha        |
|                                                    | 13-09-2012 | Aire de conservation privée Bosque Benjamin I                                               | ACP-52 |             | 28.41 ha        |
|                                                    | 20-09-2012 | Aire de conservation privée Bosque de Palmeras de la Comunidad Campesina Taulia Molinopampa | ACP-53 |             | 10 920.84 ha    |
|                                                    | 28-09-2012 | Aire de conservation privée Gotas de Agua II                                                | ACP-54 |             | 45.00 ha        |
|                                                    | 28-09-2012 | Aire de conservation privée Gotas de Agua I                                                 | ACP-55 |             | 28.41 ha        |
|                                                    | 21-11-2012 | Aire de conservation privée Los Chilchos                                                    | ACP-56 |             | 10 920.84 ha    |
|                                                    | 28-12-2012 | Aire de conservation privée Camino Verde Baltimore                                          | ACP-57 |             | 21.07 ha        |
|                                                    | 21-01-2013 | Aire de conservation privée Larga Vista I                                                   | ACP-58 |             | 22.32 ha        |
|                                                    | 21-01-2013 | Aire de conservation privée Larga Vista II                                                  | ACP-59 |             | 22.50 ha        |
|                                                    | 15-02-2013 | Aire de conservation privée Pucunucho                                                       | ACP-60 |             | 23.50 ha        |
|                                                    | 04-03-2013 | Aire de conservation privée Berlín                                                          | ACP-61 |             | 59.00 ha        |
|                                                    | 18-04-2013 | Aire de conservation privée Bosques de Neblina y Páramos de Samanga                         | ACP-62 |             | 2888.03 ha      |
|                                                    | 21-06-2013 | Aire de conservation privée Bosque Benjamin II                                              | ACP-63 |             | 29.00 ha        |
|                                                    | 11-07-2013 | Aire de conservation privée Selva Virgen                                                    | ACP-64 |             | 24.5148 ha      |
|                                                    | 24-01-2013 | Aire de conservation privée La Pampa del Burro                                              | ACP-65 |             | 2776.96 ha      |
|                                                    | 17-07-2013 | Aire de conservation privée Bosque Banjamín III                                             | ACP-66 |             | 26.00 ha        |

## Aires protégées par des conventions internationales

### Réserves de biosphère
Les réserves de biosphère sont une reconnaissance de l'Unesco dans le cadre du programme MAB.
Au Pérou, elles sont gérées par le SERNANP.
La réserve de biosphère de la Forêt de Paz est transfrontière avec l'Équateur. Les trois réserves Huascarán, Manu et Gran Pajatén sont également inscrites au Patrimoine mondial.
Le Pérou possède 8 réserves de biosphère :
- Huascarán, 1977
- Manu, 1977
- Oxapampa-Ashaninka-Yanesha, 2010
- Gran Pajatén, 2016
- Bosques de Paz, 2017 (anciennement Noroeste Amotapes-Manglares, 1977)
- Bosques de Neblina – Selva Central, 2020
- Avireri Vraem, 2021
- Bicentenario-Ayacucho, 2023

### Sites Ramsar
La Convention de Ramsar est entrée en vigueur au Pérou le 30 mars 1992. Les sites Ramsar sont une reconnaissance internationale des zones humides pour leur importance en matière de biodiversité et leur nécessité de protection. Le Pérou possèdent les 13 sites Ramsar suivants couvrant une superficie de 67 840,41 km2 :
- Paracas, 1992
- Sanctuaire national des lagunes de Mejía, 1992
- Réserve nationale Pacaya-Samiria, 1992
- Réserve nationale de Junín, 1997
- Sanctuaire national Los Manglares de Tumbes, 1997
- Zone de réserve Los Pantanos de Villa, 1997
- Lac Titicaca, 1997
- Complexe de humedales del Abanico del río Pastaza, 2002
- Lagune del Indio - Dique de los Españoles, 2003
- Bofedales y Laguna de Salinas, 2003
- Humedal Lucre - Huacarpay, 2006
- Lagunes Las Arreviatadas, 2007
- Manglares de San Pedro de Vice, 2008

### Liste verte de l'IUCN
Deux aires protégées du Pérou sont inscrites sur la liste verte de l'UICN qui a pour ambition de présenter des modèles de gestions dont les autres aires protégées peuvent s'inspirer :
- Parc national Cordillera Azul ;
- Réserve communale d’Amarakaeri (en).

### Patrimoine mondial
En 2015, le Pérou possède deux sites naturels et deux sites mixtes inscrits sur la liste du patrimoine mondial de l'Unesco.

### Zone importante pour la conservation des oiseaux
Avec 1860 espèces d'oiseaux dont 138 endémiques et 92 menacées, le Pérou possède 116 zones importantes pour la conservation de oiseaux.